# Czarna (powiat kielecki)
Czarna – wieś w Polsce położona w województwie świętokrzyskim, w powiecie kieleckim, w gminie Pierzchnica. Wieś wchodzi w skład sołectwa Ujny.

## Części miejscowości
| SIMC    | Nazwa              | Rodzaj    |
| ------- | ------------------ | --------- |
| 0262007 | Folwark            | część wsi |
| 0262013 | Kresy              | część wsi |
| 0262020 | Leżanik            | część wsi |
| 0262036 | Pniaki Czarzyńskie | część wsi |
| 0262042 | Stara Huta         | część wsi |

W latach 1975–1998 miejscowość należała administracyjnie do województwa kieleckiego.

## Historia
Do połowy XIX wieku miejscowość prywatna w parafii Drugnia.
Pod koniec wieku XIX miejscowość znana jako osada w powiecie kieleckim w gminie Szczecno, parafii Pierzchnica.
18 grudnia 1863 r. miała tu miejsce potyczka powstania styczniowego.